# Sebastianusstraße 27 (Korschenbroich)

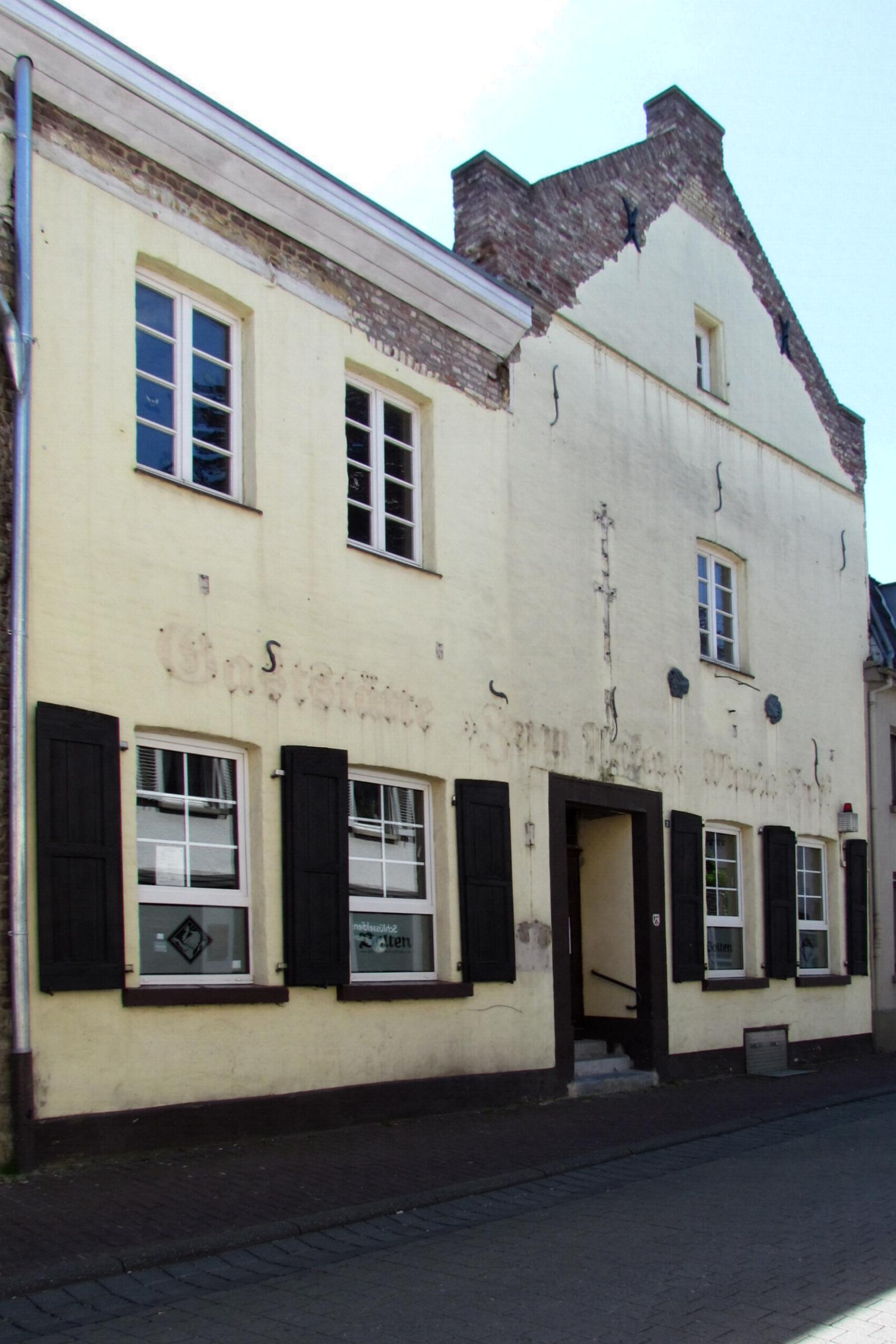
Wohnhaus

Das Wohnhaus Sebastianusstraße 27 steht in Korschenbroich  im Rhein-Kreis Neuss in Nordrhein-Westfalen.
Das Gebäude wurde 1885 erbaut und unter Nr. 174 am 14. Februar 1991 in die Liste der Baudenkmäler in Korschenbroich eingetragen.

## Architektur
Es handelt sich hier um ein Backsteinwohnhaus mit angebautem Torhaus einer ehemaligen vierflügeligen Backstein-Hofanlage aus dem Jahre 1885 (Datierung im Torkeilstein). Das Wohnhaus ist zweigeschossig in fünf Achsen erstellt. Auf der linken Seite schließt sich das eingeschossige Torhaus an.
Trotz insgesamt geringfügiger Veränderungen hat dieses Wohnhaus mit angebautem Torhaus sein ursprüngliches Erscheinungsbild erhalten. Diese Gebäudeteile erfüllen die Voraussetzungen des § 2 DSchG NW zur Eintragung in die Denkmalliste. Sie sind bedeutend für die Geschichte des Menschen als kulturgeschichtliches Zeugnis der Arbeits- und Wohnverhältnisse im 19. Jahrhundert und für Städte und Siedlungen im ortsgeschichtlichen Sinne. Für deren Erhaltung und Nutzung liegen wissenschaftliche, hier architektur- und siedlungsgeschichtliche Gründe vor.